# هوارد أ. ستون
هوارد أ. ستون (بالإنجليزية: Howard A. Stone)‏ هو عالم أمريكي، ولد في 19 يناير 1960.